# Класификация на растенията
Класификацията на растенията по-долу е предложена от Ернст Хекел през 1866 г. и включва четиринадесет отдела заедно с всички представители на царство Растения (Plantae) до ниво семейство.

## Класификация
Царство Растения

- Клас Charophyceae Rabenhorst, 1863
  - Разред Charales Dumortier, 1829
    - Семейство Characeae Gray, 1821

- Клас Coleochaetophyceae
  - Разред Coleochaetales
    - Семейство Coleochaetaceae

- Клас Klebsormidiophyceae Hoek in Hoek, Stam & Olsen, 1992
  - Разред Klebsormidiales
    - Семейство Klebsormidiaceae

- Клас Mesostigmatophyceae Marin & Melkonian, 1999
  - Разред Mesostigmales Marin & Melkonian, 1998
    - Семейство Mesostigmataceae Fott, 1947

- Клас Слятоспорови (Zygnematophyceae) Round, 1971
  - Разред Desmidiales Pascher, 1931
    - Семейство Gonatozygaceae
    - Семейство Mesotaeniaceae
    - Семейство Peniaceae Haeckel, 1894

  - Разред Zygnematales G.M. Sm., 1933
    - Семейство Closteriaceae Bessey, 1907
    - Семейство Desmidiaceae Ralfs, 1848
    - Семейство Zygnemataceae

- Клас Bryopsidophyceae Bessey, 1907
  - Разред Bryopsidales J.H. Schaffn., 1922
    - Семейство Bryopsidaceae
    - Семейство Caulerpaceae
    - Семейство Chaetosiphonaceae
    - Семейство Codiaceae
    - Семейство Derbesiaceae
    - Семейство Dichtomosiphonaceae
    - Семейство Halimedaceae
    - Семейство Ostreobiaceae
    - Семейство Pseudocodiaceae
    - Семейство Udoteaceae

- Клас Chlorophyceae
  - Разред Chaetophorales
    - Семейство Chaetophoraceae
    - Семейство Chroolepidaceae
    - Семейство Schizomeridaceae

  - Разред Chlorococcales
    - Семейство Actinochloridaceae
    - Семейство Characiaceae
    - Семейство Characiosiphonaceae
    - Семейство Chlorococcaceae
    - Семейство Coccomyxaceae
    - Семейство Dictyosphaeriaceae
    - Семейство Endosphaeraceae
    - Семейство Hormotilaceae
    - Семейство Hydrodictyaceae
    - Семейство Hypnomonadaceae
    - Семейство Micractiniaceae
    - Семейство Radiococcaceae
    - Семейство Scenedesmaceae
    - Семейство Sphaeropleaceae

  - Разред Microsporales
    - Семейство Microsporaceae

  - Разред Phaeophilales
    - Семейство Phaeophilaceae

  - Разред Tetrasporales
    - Семейство Chlorangiellaceae
    - Семейство Gloeocystaceae
    - Семейство Palmellaceae
    - Семейство Palmellopsidaceae
    - Семейство Tetrasporaceae

  - Разред Volvocales
    - Семейство Chlamydomonadaceae
    - Семейство Dunaliellaceae
    - Семейство Goniaceae
    - Семейство Haematococcaceae
    - Семейство Phacotaceae
    - Семейство Sphondylomoraceae
    - Семейство Tetrabaenaceae
    - Семейство Volvocaceae

  - Разред Oedogoniales
    - Семейство Oedogoniaceae

- Клас Pedinophyceae
  - Разред Pedinomonadales
    - Семейство Pedinomonadaceae

- Клас Pleurastrophyceae
  - Разред Pleurastrales
    - Семейство Pleurastraceae

- Клас Prasinophyceae
  - Разред Chlorodendrales
    - Семейство Chlorodendraceae

  - Разред Dunalliellales
    - Семейство Polyblepharidaceae

  - Разред Halosphaerales
    - Семейство Halosphaeraceae

  - Разред Mamiellales
    - Семейство Mamiellaceae
    - Семейство Pycnococcaceae

- Клас Trebouxiophyceae Friedl, 1995
  - Разред Chlorellales H.C. Bold & M.J. Wynne, 1985
    - Семейство Chlorellaceae
    - Семейство Koliellaceae

  - Разред Microthamniales
  - Разред Prasiolales
    - Семейство Prasiolaceae

  - Разред Oocystales
    - Семейство Eremosphaeraceae
    - Семейство Oocystaceae

  - Разред Trebouxiales
    - Семейство Botryococcaceae
    - Семейство Choricystidaceae
    - Семейство Trebouxiaceae

- Клас Ulvophyceae Stewart & Mattox, 1978
  - Разред Cladophorales
    - Семейство Anadyomenaceae
    - Семейство Arnoldiellaceae
    - Семейство Cladophoraceae
    - Семейство Siphonocladaceae
    - Семейство Witrockiellaceae
    - Семейство Valoniaceae

  - Разред Dasycladales
    - Семейство Dasycladaceae
    - Семейство Polyphysaceae
    - Семейство †Receptaculitidae Eichwald, 1860

  - Разред Trentepohliales Chadefaud ex R.H.Thompson & D.E. Wujek, 1997
    - Семейство Trentepohliaceae Hansgirg, 1886

  - Разред Ulotrichales Borzi, 1895
    - Семейство Borodinellaceae
    - Семейство Chlorocystidaceae
    - Семейство Collinsiellaceae
    - Семейство Gayraliaceae
    - Семейство Gloeotilaceae
    - Семейство Gomontiaceae De Toni, 1889
    - Семейство Ulotrichaceae

  - Разред Ulvales Oltmanns, 1904
    - Семейство Bolbocoleonaceae
    - Семейство Capsosiphonaceae
    - Семейство Cloniophoraceae
    - Семейство Jaoaceae
    - Семейство Kornmanniaceae
    - Семейство Monostromataceae
    - Семейство Phaeophilaceae
    - Семейство Ulvaceae J.V. Lamour & Dumort, 1822
    - Семейство Ulvellaceae

- Клас Haplomitriopsida Stotler & B.J. Crandall-Stotler, 1977
  - Разред Haplomitriales H. Buch & Schljakov, 1972
    - Семейство Haplomitriaceae Dědeček, 1883

  - Разред Treubiales Schljakov, 1972
    - Семейство Treubiaceae Frans Verdoorn, 1932

- Клас Jungermanniopsida Stotler & B.J. Crandall-Stotler, 1977
  - Разред Jungermanniales Carl J.M. von Klinggräff, 1858
    - Семейство Chaetophyllopsaceae
    - Семейство Metzgeriopsaceae
    - Семейство Neogrolleaceae
    - Семейство Trabacellulaceae
    - Семейство Myliaceae Schljakov, 1975
    - Семейство Phycolepidoziaceae Rudolf M. Schuster, 1966
    - Семейство Isotachidaceae
    - Семейство Jackiellaceae
    - Семейство Herzogiariaceae
    - Семейство Chaetocoleaceae
    - Семейство Lophoziaceae Walter E.F.A. Migula, 1904
    - Семейство Anastrophyllaceae L. Söderstr,De Roo & Hedd, 2010
    - Семейство Calypogejaceae Arnell, 1928
    - Семейство Acrobolbaceae
    - Семейство Adelanthaceae
    - Семейство Antheliaceae
    - Семейство Arnelliaceae
    - Семейство Balantiopsidaceae
    - Семейство Blepharidophyllaceae
    - Семейство Brevianthaceae
    - Семейство Bryopteridaceae
    - Семейство Калипогиеви (Calypogeiaceae) Arnell, 1928
    - Семейство Цефалозови (Cephaloziaceae)
    - Семейство Cephaloziellaceae
    - Семейство Chonecoleaceae
    - Семейство Delavayellaceae
    - Семейство Frullaniaceae
    - Семейство Geocalycaceae
    - Семейство Goebeliellaceae
    - Семейство Grolleaceae
    - Семейство Gymnomitriaceae
    - Семейство Gyrothyraceae
    - Семейство Herbertaceae
    - Семейство Herzogianthaceae
    - Семейство Jamesoniellaceae
    - Семейство Юбулови (Jubulaceae)
    - Семейство Jubulopsidaceae
    - Семейство Юнгерманиеви (Jungermanniaceae)
    - Семейство Lejeuneaceae
    - Семейство Lepicoleaceae
    - Семейство Lepidolaenaceae
    - Семейство Lepidoziaceae
    - Семейство Лофоколееви (Lophocoleaceae)
    - Семейство Mastigophoraceae
    - Семейство Neotrichocoleaceae Inoue, 1974
    - Семейство Perssoniellaceae R.M. Schust & Grolle, 1972
    - Семейство Plagiochilaceae Müller & Herzog, 1956
    - Семейство Pleuroziaceae
    - Семейство Porellaceae Cavers, 1910
    - Семейство Pseudolepicoleaceae Fulford & J. Taylor, 1960
    - Семейство Ptilidiaceae Hugo E.M. von Klinggräff, 1858
    - Семейство Radulaceae Johann K.A. Müller, 1909
    - Семейство Скапаниеви (Scapaniaceae) Walter E.F.A. Migula, 1904
    - Семейство Schistochilaceae H. Buch, 1928
    - Семейство Solenostomataceae Stotler & Barbara J. Crandall-Stotler, 2009
    - Семейство Трихоколееви (Trichocoleaceae) Nakai, 1943
    - Семейство Trichotemnomataceae Rudolf M. Schuster, 1972
    - Семейство Vetaformataceae Fulford & J. Taylor, 1963

  - Разред Metzgeriales Chalaud, 1930
    - Семейство Allisoniaceae Schljakov, 1975
    - Семейство Aneuraceae Hugo E.M. von Klinggräff, 1858
    - Семейство Calyculariaceae He-Nygrén, Juslén, Ahonen, Glenny & Piippo, 2006
    - Семейство Fossombroniaceae Friedrich A.H. von Hazslin, 1885
    - Семейство Hymenophytaceae Rudolf M. Schuster, 1963
    - Семейство Makinoaceae Nakai, 1942
    - Семейство Metzgeriaceae Hugo E.M. von Klinggräff, 1858
    - Семейство Mizutaniaceae Furuki & Zennoske Iwatsuki, 1989
    - Семейство Moerckiaceae Stotler & B.J. Crandall-Stotler, 2007
    - Семейство Pallaviciniaceae Walter E.F.A. Migula, 1904
    - Семейство Pelliaceae Hugo E.M. von Klinggräff, 1858
    - Семейство Petalophyllaceae Stotler & B.J. Crandall-Stotler, 2007
    - Семейство Phyllothalliaceae E.A. Hodgs, 1964
    - Семейство Sandeothallaceae Rudolf M. Schuster, 1984

- Клас Чернодробни мъхове (Marchantiopsida, Hepatucopsida) Stotler & B.J. Crandall-Stotler, 1977
  - Разред Blasiales Stotler & B.J. Crandall-Stotler, 2000
    - Семейство Blasiaceae Hugo E.M. von Klinggräff, 1858
    - Семейство †Treubiitaceae Rudolf M. Schuster, 1980

  - Разред Marchantiales Karl Gustav Limpricht, 1877
    - Семейство Aytoniaceae Cavers, 1911
    - Семейство Cleveaceae Cavers, 1911
    - Семейство Conocephalaceae J.K.A. Müller, G.L. Rabenhorst & Grolle, 1972
    - Семейство Corsiniaceae Adolf Engler, 1892
    - Семейство Cyathodiaceae Stotler & B.J. Crandall-Stotler, 1977
    - Семейство Exormothecaceae J.K.A. Müller & Grolle, 1972
    - Семейство Lunulariaceae C.J.M. von Klinggräff, 1858
    - Семейство Marchantiaceae John Lindley, 1836
    - Семейство Monocarpaceae D.J. Carr & Schelpe, 1969
    - Семейство Monocleaceae Frank, 1877
    - Семейство Monosoleniaceae Inoue, 1966
    - Семейство Oxymitraceae J.K.A. Müller & Grolle, 1972
    - Семейство Ricciaceae Heinrich G.L. Reichenbach, 1828
    - Семейство Targioniaceae Barthélemy C.J. du Mortier, 1829
    - Семейство Wiesnerellaceae Hiroshi Inoue, 1976

  - Разред Sphaerocarpales Cavers, 1910
    - Семейство Riellaceae Adolf Engler, 1892
    - Семейство Sphaerocarpaceae Heeg, 1891
    - Семейство †Naiaditaceae Rudolf M. Schuster, 1980

- Клас Andreaeobryopsida
  - Разред Andreaeobryales
    - Семейство Andreaeobryaceae

- Клас Andreaeopsida
  - Разред Andreaeales
    - Семейство Андрееви (Andreaeaceae)

- Клас Bryopsida
  - Подклас Зелени мъхове (Bryidae)
    - Надразред Bryanae
      - Разред Bartramiales
        - Семейство Батраминови (Bartramiaceae)

      - Разред Bryales
        - Семейство Бриеви (Bryaceae)
        - Семейство Catoscopiaceae
        - Семейство Leptostomataceae
        - Семейство Mniaceae
        - Семейство Phyllodrepaniaceae
        - Семейство Pseudoditrichaceae
        - Семейство Pulchrinodaceae

      - Разред Hedwigiales
        - Семейство Hedwigiaceae
        - Семейство Helicophyllaceae
        - Семейство Rhacocarpaceae

      - Разред Orthotrichales
        - Семейство Orthotrichaceae

      - Разред Rhizogoniales
        - Семейство Aulacomniaceae
        - Семейство Orthodontiaceae
        - Семейство Rhizogoniaceae

      - Разред Splachnales
        - Семейство Meesiaceae
        - Семейство Splachnaceae

    - Надразред Hypnanae
      - Разред Hookeriales
        - Семейство Daltoniaceae
        - Семейство Hookeriaceae
        - Семейство Hypopterygiaceae
        - Семейство Leucomiaceae
        - Семейство Pilotrichaceae
        - Семейство Saulomataceae
        - Семейство Schimperobryaceae

      - Разред Хипноцветни (Hypnales)
        - Семейство Амблистегиеви (Amblystegiaceae)
        - Семейство Anomodontaceae
        - Семейство Брахитециеви (Brachytheciaceae)
        - Семейство Calliergonaceae
        - Семейство Catagoniaceae
        - Семейство Climaciaceae
        - Семейство Cryphaeaceae
        - Семейство Echinodiaceae
        - Семейство Entodontaceae
        - Семейство Fabroniaceae
        - Семейство Fontinalaceae
        - Семейство Helodiaceae
        - Семейство Хилокомиеви (Hylocomiaceae)
        - Семейство Хипнови (Hypnaceae)
        - Семейство Лембофилиеви (Lembophyllaceae)
        - Семейство Leptodontaceae
        - Семейство Lepyrodontaceae
        - Семейство Leskeaceae
        - Семейство Leucodontaceae
        - Семейство Meteoriaceae
        - Семейство Microtheciellaceae
        - Семейство Miyabeaceae
        - Семейство Myriniaceae
        - Семейство Myuriaceae
        - Семейство Некереви (Neckeraceae)
        - Семейство Orthorrhynchiaceae
        - Семейство Phyllogoniaceae
        - Семейство Плагиотециеви (Plagiotheciaceae)
        - Семейство Prionodontaceae
        - Семейство Птеригинандрови (Pterigynandraceae)
        - Семейство Pterobryaceae
        - Семейство Pylaisiadelphaceae
        - Семейство Regmatodontaceae
        - Семейство Rhytidiaceae
        - Семейство Rutenbergiaceae
        - Семейство Sematophyllaceae
        - Семейство Sorapillaceae
        - Семейство Stereophyllaceae
        - Семейство Symphyodontaceae
        - Семейство Theliaceae
        - Семейство Thuidiaceae
        - Семейство Trachylomataceae

      - Разред Hypnodendrales
        - Семейство Braithwaiteaceae
        - Семейство Hypnodendraceae
        - Семейство Pterobryellaceae
        - Семейство Racopilaceae

      - Разред Ptychomniales
        - Семейство Ptychomniaceae

  - Подклас Buxbaumiidae
    - Разред Buxbaumiales
      - Семейство Буксбаумиеви (Buxbaumiaceae)

  - Подклас Dicranidae
    - Разред Archidiales
      - Семейство Archidiaceae

    - Разред Bryoxiphiales
      - Семейство Bryoxiphiaceae

    - Разред Dicranales
      - Семейство Bruchiaceae
      - Семейство Calymperaceae
      - Семейство Дикраниеви (Dicranaceae)
      - Семейство Дитрихиеви (Ditrichaceae)
      - Семейство Erpodiaceae
      - Семейство Eustichiaceae
      - Семейство Fissidentaceae
      - Семейство Hypodontiaceae
      - Семейство Leucobryaceae
      - Семейство Рабдовеисиеви (Rhabdoweisiaceae)
      - Семейство Rhachitheciaceae
      - Семейство Schistostegaceae
      - Семейство Viridivelleraceae

    - Разред Grimmiales
      - Семейство Гримиеви (Grimmiaceae)
      - Семейство Ptychomitriaceae
      - Семейство Seligeriaceae

    - Разред Потиецветни (Pottiales)
      - Семейство Cinclidotaceae
      - Семейство Ephemeraceae
      - Семейство Pleurophascaceae
      - Семейство Потиеви (Pottiaceae)
      - Семейство Serpotortellaceae
      - Семейство Splachnobryaceae

    - Разред Scouleriales
      - Семейство Drummondiaceae
      - Семейство Scouleriaceae

  - Подклас Diphysciidae
    - Разред Diphysciales
      - Семейство Дифисциеви (Diphysciaceae)

  - Подклас Funariidae
    - Разред Encalyptales
      - Семейство Bryobartramiaceae
      - Семейство Encalyptaceae

    - Разред Funariales
      - Семейство Disceliaceae
      - Семейство Funariaceae

    - Разред Gigaspermales
      - Семейство Gigaspermaceae

  - Подклас Timmiidae
    - Разред Timmiales
      - Семейство Timmiaceae

- Клас Oedipodiopsida Goffinet & W.R. Buck, 2004
  - Разред Oedipodiales Goffinet & W.R. Buck, 2004
    - Семейство Oedipodiaceae Wilhelm P. Schimper, 1876

- Клас Polytrichopsida
  - Разред Политрихоцветни (Polytrichales)
    - Семейство Политрихови (Polytrichaceae)

- Клас Торфени мъхове (Sphagnopsida)
  - Разред Свагноцветни (Sphagnales)
    - Семейство Ambuchananiaceae
    - Семейство Flatbergiaceae A.J. Shaw, 2010
    - Семейство Свагнови (Sphagnaceae)

  - Разред †Protosphagnales
    - Семейство †Protosphagnaceae

- Клас Takakiopsida Stech & W. Frey, 2008
  - Разред Takakiales Stech & W. Frey, 2008
    - Семейство Takakiaceae Stech & W. Frey, 2008

- Клас Tetraphidopsida
  - Разред Tetraphidales
    - Семейство Tetraphidaceae

- Клас Рогоспорангиеви мъхове (Anthocerotopsida) Jancz, R.E. Stotler & B.J. Crandall-Stotler, 2005
  - Разред Рогоспорангиеви мъхове (Anthocerotales) Karl G. Limpricht, 1877
    - Семейство Anthocerotaceae

  - Разред Dendrocerotales
    - Семейство Dendrocerotaceae

  - Разред Notothyladales Hyvönen & Piippo, 1993
    - Семейство Notothyladaceae

  - Разред Phymatocerotales Duff, J.C. Villarreal, Cargill & Renzaglia, 2007
    - Семейство Phymatocerotaceae Duff, J.C. Villarreal, Cargill & Renzaglia, 2007

- Клас Leiosporocerotopsida Stotler & B.J. Crandall-Stotler, Villarreal, Cargill & Renzaglia, 2007
  - Разред Leiosporocerotales Hässel, 1988
    - Семейство Leiosporocerotaceae Hässel, 1986

- Подотдел †Rhyniophytina Banks, 1968
  - Клас †Rhyniopsida Dawson, 1859
    - Разред †Rhyniales
      - Семейство †Rhyniaceae

- Клас Разноспорови (Isoetopsida) Rolle, 1885
  - Разред Isoetales Friedrich G. Bartling, 1830
    - Семейство Шилолистни (Isoetaceae) Heinrich G.L. Reichenbach, 1828
    - Семейство †Chaloneriaceae Pigg & G.W. Rothwell, 1983
    - Семейство †Nathorstianaceae

  - Разред Selaginellales (Prantl, 1874)
    - Семейство Бронецови (Selaginellaceae) (Willk., 1854)

  - Разред †Lepidodendrales Stewart, 1983
    - Семейство †Lepidodendraceae

  - Разред †Miadesmiales
    - Семейство †Miadesmiaceae

  - Разред †Pleuromeiales
    - Семейство †Pleuromeiaceae

- Клас Еднаквоспорови (Lycopodiopsida) Friedrich G. Bartling, 1830
  - Разред Плауноцветни (Lycopodiales)
    - Семейство Плаунови (Lycopodiaceae)

  - Разред †Drepanophycales Pichi-Sermolli, 1958
    - Семейство †Asteroxylaceae
    - Семейство †Drepanophycaceae

- Клас †Zosterophyllopsida
  - Разред †Sawdoniales
    - Семейство †Sawdoniaceae
    - Семейство †Hsuaceceae
    - Семейство †Gosslingiaceae

  - Разред †Zosterophyllales

- Клас Хвощовидни (Equisetopsida, Equisetophyta)
  - Разред Хвощоцветни (Equisetales)
    - Семейство Хвощови (Equisetaceae)
    - Семейство †Archaeocalamitaceae
    - Семейство †Calamitaceae

  - Разред †Pseudoborniales
    - Семейство †Pseudoborniaceae

  - Разред †Sphenophyllales
    - Семейство †Sphenophyllaceae

- Клас Marattiopsida
  - Разред Marattiales
    - Семейство Marattiaceae Bercht & J. Presl, 1820

- Клас Псилотовидни (Psilotopsida, Psilotophyta)
  - Разред Змийски папрати (Ophioglossales)
    - Семейство Змийскоезикови (Ophioglossaceae)

  - Разред Psilotales
    - Семейство Psilotaceae

- Клас Същински папрати (Polypodiopsida, Pteridopsida)
  - Разред Cyatheales
    - Семейство Cibotiaceae Smith, 2006
    - Семейство Culcitaceae
    - Семейство Циатееви (Cyatheaceae) Georg F. Kaulfuss, 1827
    - Семейство Диксониеви (Dicksoniaceae)
    - Семейство Metaxyaceae
    - Семейство Loxsomataceae
    - Семейство Plagiogyriaceae
    - Семейство Thyrsopteridaceae

  - Разред Gleicheniales
    - Семейство Gleicheniaceae
    - Семейство Dipteridaceae
    - Семейство Matoniaceae

  - Разред Hymenophyllales
    - Семейство Hymenophyllaceae

  - Разред Osmundales
    - Семейство Царскопапратови (Osmundaceae) Bercht. & J. Presl, 1820

  - Разред Многоножкоцветни (Polypodiales)
    - Семейство Изтравничеви (Aspleniaceae)
    - Семейство Blechnaceae Edwin B. Copeland, 1947
    - Семейство Davalliaceae
    - Семейство Dennstaedtiaceae
    - Семейство Дриоптерисови (Dryopteridaceae)
    - Семейство Lindsaeaceae
    - Семейство Grammitidaceae
    - Семейство Lomariopsidaceae
    - Семейство Oleandraceae
    - Семейство Onocleaceae
    - Семейство Многоножкови (Polypodiaceae)
    - Семейство Pteridaceae E.D.M. Kirchn, 1831
    - Семейство Saccolomataceae
    - Семейство Tectariaceae Panigrahi, 1986
    - Семейство Телиптеридови (Thelypteridaceae) Ching & R.E.G. Pichi-Sermolli, 1970
    - Семейство Woodsiaceae

  - Разред Водни папрати (Salviniales)
    - Семейство Разковничеви (Marsileaceae)
    - Семейство Лейкови (Salviniaceae)

  - Разред Schizaeales
    - Семейство Anemiaceae
    - Семейство Schizaeaceae
    - Семейство Lygodiaceae

  - Разред †Zygopteridales
    - Семейство †Zygopteridaceae

- Клас †Cladoxylopsida
  - Разред †Pseudosporochnales
  - Разред †Iridopteridales

- Клас †Pteridospermopsida
  - Разред †Arberiales
    - Семейство †Arberiaceae
    - Семейство †Caytoniaceae

  - Разред †Calamopityales
    - Семейство †Calamopityaceae

  - Разред †Callistophytales
    - Семейство †Callistophytaceae

  - Разред †Gigantonomiales
    - Семейство †Emplectopteridaceae

  - Разред †Glossopteridales
    - Семейство †Glossopteridaceae

  - Разред †Leptostrobales
    - Семейство †Leptostrobaceae

  - Разред †Peltaspermales
    - Семейство †Cardiolepidaceae
    - Семейство †Peltaspermaceae
    - Семейство †Umkomasiaceae

- Отдел Иглолистни (Pinophyta) Cronquist, A.L. Takhtajan, W.M. Zimmermann & Reveal, 1996
  - Клас Иглолистни (Pinopsida)
    - Разред Бороцветни (Pinales) Dumort., 1829
      - Семейство Араукариеви (Araucariaceae)
      - Семейство Cephalotaxaceae
      - Семейство Кипарисови (Cupressaceae)
      - Семейство Борови (Pinaceae)
      - Семейство Подокарпови (Podocarpaceae)
      - Семейство Sciadopityaceae
      - Семейство Тисови (Taxaceae)
      - Семейство †Arctopityaceae M.N. Bose & Svein B. Manum, 1990
      - Семейство †Cheirolepidiaceae

    - Разред †Cordaitales
      - Семейство †Cordaitaceae

    - Разред †Vojnovskyales
    - Разред †Voltziales
      - Семейство †Utrechtiaceae
      - Семейство †Voltziaceae

- Отдел Цикасови (Cycadophyta) Charles Bessey, 1907
  - Клас Cycadopsida Adolphe Brongniart, 1843
    - Разред Цикасоцветни (Cycadales)
      - Подразред Cycadineae
        - Семейство Цикасови (Cycadaceae)

      - Подразред Zamiineae
        - Семейство Стангериеви (Stangeriaceae)
        - Семейство Замиеви (Zamiaceae)

    - Разред †Medullosales
      - Семейство Alethopteridaceae
      - Семейство Cyclopteridaceae
      - Семейство Medullosaceae
      - Семейство Neurodontopteridaceae
      - Семейство Parispermaceae

- Отдел Гинкови (Ginkgophyta) Charles Bessey, 1907
  - Клас Гинкови (Ginkgoopsida) Engl., 1897
    - Разред Гинковидни (Ginkgoales) Gorozh., 1904
      - Семейство Гинкови (Ginkgoaceae) Engl., 1897
      - Семейство †Karkeniaceae
      - Семейство †Schmeissneriaceae
      - Семейство †Umaltolepidiaceae
      - Семейство †Yimaiaceae

- Отдел Гнетови (Gnetophyta) Charles Bessey, 1907
  - Клас Гнетовидни (Gnetopsida)
    - Разред Ефедроцветни (Ephedrales)
      - Семейство Ефедрови (Ephedraceae)

    - Разред Gnetales
      - Семейство Gnetaceae

    - Разред Welwitschiales
      - Семейство Велвичиеви (Welwitschiaceae)

- Клас Едносемеделни (Monocots, Liliopsida) Batsch, (1802)
  - Разред Аироцветни (Acorales) Link, 1835
    - Семейство Аирови (Acoraceae) Ivan I. Martinov, 1820

  - Разред Лаваницоцветни (Alismatales) R. Brown, Bercht & J. Presl, 1820
    - Семейство Лаваницови (Alismataceae) Étienne P. Ventenat, 1799
    - Семейство Aponogetonaceae
    - Семейство Змиярникови (Araceae) Juss, 1789
    - Семейство Водолюбови (Butomaceae)
    - Семейство Cymodoceaceae
    - Семейство Водянкови (Hydrocharitaceae)
    - Семейство Дзуковидни (Juncaginaceae)
    - Семейство Posidoniaceae
    - Семейство Ръждавецови (Potamogetonaceae)
    - Семейство Ruppiaceae Paul F. Horaninow, 1834
    - Семейство Scheuchzeriaceae F. Rudolphi, 1830
    - Семейство Tofieldiaceae
    - Семейство Zosteraceae Barthélemy C.J. du Mortier, 1829

  - Разред Зайчесянкоцветни (Asparagales) Bromhead, 1838
    - Семейство Кокичеви (Amaryllidaceae, Alliaceae)
    - Семейство Агавови (Agavaceae)
    - Семейство Aphyllanthaceae
    - Семейство Зайчесянкови (Asparagaceae)
    - Семейство Laxmanniaceae
    - Семейство Рускусови (Ruscaceae)
    - Семейство Themidaceae
    - Семейство Asteliaceae
    - Семейство Blandfordiaceae R. Dahlgren & Clifford, 1985
    - Семейство Boryaceae
    - Семейство Doryanthaceae
    - Семейство Xanthorrhoeaceae Dumort, 1829
    - Семейство Hypoxidaceae
    - Семейство Перуникови (Iridaceae) Juss, 1789
    - Семейство Ixioliriaceae
    - Семейство Lanariaceae
    - Семейство Орхидеи (Orchidaceae) Juss, 1789
    - Семейство Tecophilaeaceae

  - Разред Dioscoreales
    - Семейство Burmanniaceae
    - Семейство Диоскорееви (Dioscoreaceae)
    - Семейство Nartheciaceae Fr. & Bjurzon, 1846

  - Разред Лилиецветни (Liliales) Perleb, 1826
    - Семейство Alstroemeriaceae Barthélemy C.J. du Mortier, 1829
    - Семейство Campynemataceae Barthélemy C.J. du Mortier, 1829
    - Семейство Колхикови (Colchicaceae) Augustin P. de Candolle, 1804
    - Семейство Corsiaceae Odoardo Beccari, 1878
    - Семейство Лилиеви (Liliaceae) Antoine L. de Jussieu, 1789
    - Семейство Чемерикови (Melanthiaceae) Batsch & Moritz B. Borkhausen, 1797
    - Семейство Petermanniaceae
    - Семейство Philesiaceae Barthélemy C.J. du Mortier, 1829
    - Семейство Ripogonaceae
    - Семейство Smilacaceae

  - Разред Pandanales Robert Brown, Bercht & J. Presl, 1820
    - Семейство Cyclanthaceae Pierre-Antoine Poiteau & A. Richard, 1824
    - Семейство Pandanaceae Robert Brown, 1810
    - Семейство Stemonaceae Caruel, 1878
    - Семейство Triuridaceae Gardner, 1843
    - Семейство Velloziaceae J. Agardh, 1858

  - Разред Petrosaviales Armen L. Takhtajan, 1997
    - Семейство Petrosaviaceae John Hutchinson, 1934

  - Клон Комелиниди (Commelinids)
    - Семейство Dasypogonaceae Barthélemy C.J. du Mortier, 1829
    - Разред Палмоцветни (Arecales) Bromhead, 1840
      - Семейство Палмови (Arecaceae) Bercht. & J. Presl, 1820

    - Разред Комелиноцветни (Commelinales) Mirb., Bercht. & J. Presl, 1820
      - Семейство Комелинови (Commelinaceae)
      - Семейство Haemodoraceae
      - Семейство Hanguanaceae
      - Семейство Philydraceae
      - Семейство Pontederiaceae Kunth, 1816

    - Разред Poales Small, 1903
      - Семейство Anarthriaceae
      - Семейство Бромелиеви (Bromeliaceae)
      - Семейство Centrolepidaceae
      - Семейство Острицови (Cyperaceae)
      - Семейство Ecdeiocoleaceae
      - Семейство Eriocaulaceae
      - Семейство Flagellariaceae
      - Семейство Joinvilleaceae
      - Семейство Дзукови (Juncaceae)
      - Семейство Mayacaceae
      - Семейство Житни (Poaceae)
      - Семейство Rapateaceae
      - Семейство Restionaceae
      - Семейство Ежоглавичкови (Sparganiaceae) Rudolphi, 1830
      - Семейство Thurniaceae
      - Семейство Папурови (Typhaceae) Juss., 1789
      - Семейство Xyridaceae

    - Разред Джинджифилоцветни (Zingiberales) Griseb., 1854
      - Семейство Cannaceae
      - Семейство Costaceae
      - Семейство Heliconiaceae
      - Семейство Lowiaceae
      - Семейство Marantaceae
      - Семейство Бананови (Musaceae)
      - Семейство Strelitziaceae
      - Семейство Джинджифилови (Zingiberaceae)

- Клас Двусемеделни (Dicots, Magnoliopsida) Brongn., 1843
  - Разред Amborellales Melikyan, A.V. Bobrov, & Zaytzeva, 1999
    - Семейство Amborellaceae Pichon, 1948

  - Разред Nymphaeales Salisb & Bercht & J. Presl, 1820
    - Семейство Cabombaceae Rich. & A. Rich, 1822
    - Семейство Hydatellaceae U. Hamann, 1976
    - Семейство Водни рози (Nymphaeaceae) Richard A. Salisbury, 1805

  - Разред Austrobaileyales Takht & Reveal, 1992
    - Семейство Austrobaileyaceae Croizat, 1943
    - Семейство Schisandraceae Blume, 1830
    - Семейство Trimeniaceae Gibbs, 1917

  - Разред Ceratophyllales Link, 1829
    - Семейство Роголистникови (Ceratophyllaceae) Gray, 1822

  - Разред Chloranthales Robert Brown, 1835
    - Семейство Chloranthaceae Robert Brown & John Sims, 1820

  - Група Магнолииди (Magnoliids)
    - Разред Canellales Cronquist, 1957
      - Семейство Canellaceae Carl F.P. von Martius, 1832
      - Семейство Winteraceae Robert Brown & John Lindley, 1830

    - Разред Лавроцветни (Laurales) Juss, Bercht. & J. Presl, 1820
      - Семейство Atherospermataceae
      - Семейство Calycanthaceae John Lindley, 1819
      - Семейство Gomortegaceae Reiche, 1896
      - Семейство Hernandiaceae
      - Семейство Лаврови (Lauraceae)
      - Семейство Monimiaceae
      - Семейство Siparunaceae

    - Разред Магнолиецветни (Magnoliales) Juss, Bercht. & J. Presl, 1820
      - Семейство Annonaceae
      - Семейство Degeneriaceae
      - Семейство Eupomatiaceae
      - Семейство Himantandraceae
      - Семейство Магнолиеви (Magnoliaceae) Juss, 1789
      - Семейство Myristicaceae

    - Разред Пипероцветни (Piperales) Bercht. & J. Presl, 1820
      - Семейство Копитникови (Aristolochiaceae)
      - Семейство Hydnoraceae
      - Семейство Lactoridaceae Adolf Engler, 1888
      - Семейство Пиперови (Piperaceae) Giseke, 1792
      - Семейство Saururaceae F. Voigt, 1811

  - Група Еудикоти (Eudicots)
    - Разред Чемшироцветни (Buxales) Takht & Reveal, 1996
      - Семейство Чемширови (Buxaceae) Barthélemy C.J. du Mortier, 1829
      - Семейство Haptanthaceae

    - Разред Лютикоцветни (Ranunculales)
      - Семейство Киселтрънови (Berberidaceae)
      - Семейство Circaeasteraceae
      - Семейство Eupteleaceae
      - Семейство Lardizabalaceae
      - Семейство Menispermaceae Juss., 1789
      - Семейство Макови (Papaveraceae)
      - Семейство Лютикови (Ranunculaceae)

    - Разред Sabiales
      - Семейство Sabiaceae Blume, 1851

    - Разред Trochodendrales Takht & Cronquist, 1981
      - Семейство Троходендрови (Trochodendraceae) Eichler, 1865

    - Разред Proteales Juss, Bercht & J. Presl, 1820
      - Семейство Лотосови (Nelumbonaceae)
      - Семейство Чинарови (Platanaceae)
      - Семейство Proteaceae

    - Клон Същински еудикоти (Core eudicots)
      - Семейство Dilleniaceae Richard A. Salisbury, 1807
      - Разред Gunnerales
        - Семейство Gunneraceae
        - Семейство Myrothamnaceae

      - Разред Berberidopsidales Richard A. Salisbury, 2001
        - Семейство Aextoxicaceae
        - Семейство Berberidopsidaceae Takht. (1985)

      - Разред Карамфилоцветни (Caryophyllales) Takht., 1967
        - Семейство Achatocarpaceae Heimerl, 1934
        - Семейство Aizoaceae Martynov, 1820
        - Семейство Щирови (Amaranthaceae)
        - Семейство Ancistrocladaceae
        - Семейство Asteropeiaceae
        - Семейство Barbeuiaceae
        - Семейство Basellaceae
        - Семейство Кактусови (Cactaceae) A.L. de Jussieu, 1789
        - Семейство Карамфилови (Caryophyllaceae)
        - Семейство Дидиерови (Didiereaceae)
        - Семейство Dioncophyllaceae
        - Семейство Росянкови (Droseraceae) R.A. Salisbury, 1808
        - Семейство Drosophyllaceae
        - Семейство Франкениеви (Frankeniaceae)
        - Семейство Gisekiaceae
        - Семейство Halophytaceae
        - Семейство Molluginaceae
        - Семейство Montiaceae C.S. Rafinesque-Schmaltz, 1820
        - Семейство Непентесови (Nepenthaceae)
        - Семейство Вечеринкови (Nyctaginaceae)
        - Семейство Physenaceae
        - Семейство Phytolaccaceae
        - Семейство Саркофаеви (Plumbaginaceae)
        - Семейство Лападови (Polygonaceae) A.L. de Jussieu, 1789
        - Семейство Тученицови (Portulacaceae)
        - Семейство Rhabdodendraceae
        - Семейство Sarcobataceae
        - Семейство Simmondsiaceae
        - Семейство Stegnospermataceae
        - Семейство Ракитовицови (Tamaricaceae)

      - Разред Каменоломкоцветни (Saxifragales)
        - Семейство Altingiaceae
        - Семейство Aphanopetalaceae
        - Семейство Cercidiphyllaceae
        - Семейство Дебелецови (Crassulaceae)
        - Семейство Cynomoriaceae
        - Семейство Daphniphyllaceae
        - Семейство Касисови (Grossulariaceae)
        - Семейство Халорагови (Haloragaceae)
        - Семейство Hamamelidaceae
        - Семейство Iteaceae
        - Семейство Божурови (Paeoniaceae)
        - Семейство Penthoraceae
        - Семейство Peridiscaceae
        - Семейство Pterostemonaceae
        - Семейство Каменоломкови (Saxifragaceae)
        - Семейство Tetracarpaeaceae

      - Разред Санталоцветни (Santalales)
        - Семейство Aptandraceae
        - Семейство Balanophoraceae
        - Семейство Loranthaceae
        - Семейство Medusandraceae
        - Семейство Misodendraceae
        - Семейство Olacaceae
        - Семейство Opiliaceae
        - Семейство Санталови (Santalaceae)
        - Семейство Schoepfiaceae Blume, 1850

      - Клон Розиди (Rosids)
        - Разред Лозоцветни (Vitales)
          - Семейство Лозови (Vitaceae) A.L. de Jussieu, 1789

        - Клон Еурозиди I (Eurosids I)
          - Разред Celastrales
            - Семейство Чашкодрянови (Celastraceae)
            - Семейство Lepidobotryaceae
            - Семейство Parnassiaceae

          - Разред Тиквоцветни (Cucurbitales)
            - Семейство Anisophylleaceae
            - Семейство Бегониеви (Begoniaceae)
            - Семейство Coriariaceae
            - Семейство Corynocarpaceae
            - Семейство Тиквови (Cucurbitaceae)
            - Семейство Datiscaceae
            - Семейство Tetramelaceae

          - Разред Бобовоцветни (Fabales) Bromhead, 1838
            - Семейство Бобови (Fabaceae) John Lindley, 1836
            - Семейство Телчаркови (Polygalaceae) Hoffmanns & Link, 1809
            - Семейство Quillajaceae
            - Семейство Surianaceae

          - Разред Букоцветни (Fagales)
            - Семейство Брезови (Betulaceae)
            - Семейство Casuarinaceae
            - Семейство Букови (Fagaceae)
            - Семейство Орехови (Juglandaceae)
            - Семейство Myricaceae
            - Семейство Nothofagaceae
            - Семейство Rhoipteleaceae
            - Семейство Ticodendraceae

          - Разред Малпигиецветни (Malpighiales)
            - Семейство Achariaceae
            - Семейство Balanopaceae
            - Семейство Bonnetiaceae
            - Семейство Кариокарови (Caryocaraceae)
            - Семейство Centroplacaceae
            - Семейство Chrysobalanaceae
            - Семейство Звъникови (Clusiaceae, Guttiferae) John Lindley, 1836
            - Семейство Ctenolophonaceae
            - Семейство Dichapetalaceae
            - Семейство Наводникови (Elatinaceae)
            - Семейство Erythroxylaceae
            - Семейство Млечкови (Euphorbiaceae)
            - Семейство Euphroniaceae
            - Семейство Goupiaceae
            - Семейство Humiriaceae
            - Семейство Hypericaceae
            - Семейство Irvingiaceae
            - Семейство Ixonanthaceae
            - Семейство Lacistemataceae
            - Семейство Ленови (Linaceae)
            - Семейство Lophopyxidaceae
            - Семейство Малпигиеви (Malpighiaceae)
            - Семейство Medusagynaceae
            - Семейство Ochnaceae
            - Семейство Pandaceae
            - Семейство Страстоцветни (Passifloraceae)
            - Семейство Peraceae
            - Семейство Phyllanthaceae
            - Семейство Picrodendraceae
            - Семейство Podostemaceae
            - Семейство Putranjivaceae
            - Семейство Quiinaceae
            - Семейство Рафлезиеви (Rafflesiaceae) Dumort., 1829
            - Семейство Rhizophoraceae
            - Семейство Върбови (Salicaceae)
            - Семейство Trigoniaceae
            - Семейство Теменугови (Violaceae)

          - Разред Oxalidales
            - Семейство Brunelliaceae
            - Семейство Cephalotaceae
            - Семейство Connaraceae
            - Семейство Cunoniaceae Robert Brown, 1814
            - Семейство Elaeocarpaceae
            - Семейство Huaceae
            - Семейство Киселичеви (Oxalidaceae)

          - Разред Розоцветни (Rosales) K.J. Perleb, (1826)
            - Семейство Barbeyaceae
            - Семейство Конопови (Cannabaceae)
            - Семейство Dirachmaceae
            - Семейство Миризливовърбови (Elaeagnaceae)
            - Семейство Черничеви (Moraceae)
            - Семейство Зърникови (Rhamnaceae)
            - Семейство Розови (Rosaceae)
            - Семейство Брястови (Ulmaceae)
            - Семейство Копривови (Urticaceae)

          - Разред Zygophyllales Link, 1829
            - Семейство Krameriaceae
            - Семейство Чифтолистникови (Zygophyllaceae)

        - Клон Еурозиди II (Eurosids II)
          - Разред Brassicales
            - Семейство Akaniaceae
            - Семейство Bataceae
            - Семейство Кръстоцветни (Brassicaceae) Burnett, 1835
            - Семейство Bretschneideraceae
            - Семейство Капарови (Capparaceae, Capparidaceae) Juss., 1789
            - Семейство Папаеви (Caricaceae)
            - Семейство Cleomaceae
            - Семейство Emblingiaceae
            - Семейство Gyrostemonaceae
            - Семейство Koeberliniaceae
            - Семейство Limnanthaceae
            - Семейство Moringaceae
            - Семейство Pentadiplandraceae
            - Семейство Резедови (Resedaceae)
            - Семейство Salvadoraceae
            - Семейство Setchellanthaceae
            - Семейство Tovariaceae
            - Семейство Tropaeolaceae Bercht. & J. Presl, 1820

          - Разред Crossosomatales
            - Семейство Aphloiaceae
            - Семейство Crossosomataceae
            - Семейство Geissolomataceae
            - Семейство Guamatelaceae
            - Семейство Ixerbaceae
            - Семейство Stachyuraceae
            - Семейство Клокочкови (Staphyleaceae)
            - Семейство Strasburgeriaceae

          - Разред Здравецоцветни (Geraniales)
            - Семейство Francoaceae
            - Семейство Здравецови (Geraniaceae) Juss., (1789)
            - Семейство Ledocarpaceae Meyen, 1834
            - Семейство Melianthaceae
            - Семейство Vivianiaceae

          - Разред Huerteales
            - Семейство Dipentodontaceae
            - Семейство Gerrardinaceae
            - Семейство Tapisciaceae

          - Разред Слезовоцветни (Malvales)
            - Семейство Bixaceae
            - Семейство Лавданови (Cistaceae)
            - Семейство Cytinaceae
            - Семейство Dipterocarpaceae
            - Семейство Слезови (Malvaceae)
            - Семейство Muntingiaceae
            - Семейство Neuradaceae
            - Семейство Sarcolaenaceae
            - Семейство Sphaerosepalaceae
            - Семейство Тимелееви (Thymelaeaceae)

          - Разред Миртоцветни (Myrtales)
            - Семейство Alzateaceae
            - Семейство Combretaceae
            - Семейство Crypteroniaceae
            - Семейство Блатиеви (Lythraceae)
            - Семейство Melastomataceae
            - Семейство Memecylaceae
            - Семейство Миртови (Myrtaceae)
            - Семейство Oliniaceae
            - Семейство Върболикови (Onagraceae)
            - Семейство Penaeaceae
            - Семейство Rhynchocalycaceae
            - Семейство Джулюнови (Trapaceae)
            - Семейство Vochysiaceae

          - Разред Picramniales
            - Семейство Picramniaceae

          - Разред Сапиндоцветни (Sapindales)
            - Семейство Кленови (Aceraceae) Juss., 1789
            - Семейство Смрадликови (Anacardiaceae)
            - Семейство Biebersteiniaceae
            - Семейство Burseraceae
            - Семейство Конскокестенови (Hippocastanaceae)
            - Семейство Kirkiaceae
            - Семейство Махагонови (Meliaceae)
            - Семейство Nitrariaceae
            - Семейство Седефчеви (Rutaceae)
            - Семейство Сапиндови (Sapindaceae)
            - Семейство Айлантови (Simaroubaceae)

      - Клон Астериди (Asterids)
        - Разред Дряноцветни (Cornales) Link, 1829
          - Семейство Дрянови (Cornaceae)
          - Семейство Curtisiaceae
          - Семейство Grubbiaceae
          - Семейство Hydrangeaceae
          - Семейство Hydrostachyaceae
          - Семейство Loasaceae

        - Разред Пиреноцветни (Ericales) Barthélemy C.J. du Mortier, 1829
          - Семейство Актинидиеви (Actinidiaceae)
          - Семейство Балсаминови (Balsaminaceae) Achille Richard, 1822
          - Семейство Clethraceae
          - Семейство Cyrillaceae
          - Семейство Диапенсиеви (Diapensiaceae)
          - Семейство Абаносови (Ebenaceae)
          - Семейство Пиренови (Ericaceae) A.L. de Jussieu, 1789
          - Семейство Фукиериеви (Fouquieriaceae)
          - Семейство Lecythidaceae
          - Семейство Maesaceae
          - Семейство Marcgraviaceae
          - Семейство Mitrastemonaceae
          - Семейство Мирсинови (Myrsinaceae)
          - Семейство Pentaphylacaceae
          - Семейство Флоксови (Polemoniaceae)
          - Семейство Игликови (Primulaceae)
          - Семейство Roridulaceae
          - Семейство Sapotaceae
          - Семейство Сарацениеви (Sarraceniaceae) Dumort, 1829
          - Семейство Sladeniaceae
          - Семейство Styracaceae
          - Семейство Symplocaceae
          - Семейство Tetrameristaceae
          - Семейство Чаеви (Theaceae)
          - Семейство Theophrastaceae

        - Клон Еуастериди I (Euasterids I)
          - Семейство Грапаволистни (Boraginaceae)
          - Семейство Codonaceae
          - Семейство Icacinaceae
          - Семейство Oncothecaceae
          - Семейство Vahliaceae
          - Разред Garryales
            - Семейство Eucommiaceae
            - Семейство Garryaceae

          - Разред Тинтявоцветни (Gentianales)
            - Семейство Олеандрови (Apocynaceae)
            - Семейство Gelsemiaceae
            - Семейство Тинтявови (Gentianaceae)
            - Семейство Loganiaceae
            - Семейство Брошови (Rubiaceae)

          - Разред Устноцветни (Lamiales)
            - Семейство Страшникови (Acanthaceae)
            - Семейство Bignoniaceae
            - Семейство Buddlejaceae
            - Семейство Библисови (Byblidaceae) Domin, (1922)
            - Семейство Calceolariaceae
            - Семейство Carlemanniaceae
            - Семейство Силиврякови (Gesneriaceae)
            - Семейство Lamiaceae
            - Семейство Мехуркови (Lentibulariaceae)
            - Семейство Martyniaceae
            - Семейство Маслинови (Oleaceae)
            - Семейство Воловодецови (Orobanchaceae)
            - Семейство Пауловниеви (Paulowniaceae)
            - Семейство Сусамови (Pedaliaceae)
            - Семейство Phrymaceae
            - Семейство Живовлекови (Plantaginaceae)
            - Семейство Plocospermataceae
            - Семейство Schlegeliaceae
            - Семейство Живеничеви (Scrophulariaceae)
            - Семейство Stilbaceae
            - Семейство Tetrachondraceae
            - Семейство Върбинкови (Verbenaceae)

          - Разред Картофоцветни (Solanales) B.C. Joseph du Mortier, 1829
            - Семейство Поветицови (Convolvulaceae)
            - Семейство Hydroleaceae
            - Семейство Montiniaceae
            - Семейство Картофови (Solanaceae)
            - Семейство Sphenocleaceae

        - Клон Еуастериди II (Euasterids II)
          - Семейство Bruniaceae
          - Семейство Columelliaceae
          - Семейство Desfontainiaceae
          - Семейство Eremosynaceae
          - Семейство Escalloniaceae
          - Семейство Hoplestigmataceae
          - Семейство Metteniusaceae
          - Семейство Paracryphiaceae
          - Семейство Polyosmaceae
          - Семейство Quintiniaceae
          - Семейство Sphenostemonaceae
          - Семейство Tribelaceae
          - Разред Сенникоцветни (Apiales)
            - Семейство Сенникови (Apiaceae)
            - Семейство Бръшлянови (Araliaceae)
            - Семейство Aralidiaceae
            - Семейство Griseliniaceae
            - Семейство Myodocarpaceae
            - Семейство Pennantiaceae
            - Семейство Pittosporaceae
            - Семейство Torricelliaceae

          - Разред Aquifoliales
            - Семейство Джелови (Aquifoliaceae)
            - Семейство Cardiopteridaceae
            - Семейство Helwingiaceae
            - Семейство Phyllonomaceae
            - Семейство Stemonuraceae

          - Разред Asterales
            - Семейство Alseuosmiaceae
            - Семейство Argophyllaceae
            - Семейство Сложноцветни (Asteraceae)
            - Семейство Calyceraceae
            - Семейство Камбанкови (Campanulaceae)
            - Семейство Гоодениеви (Goodeniaceae)
            - Семейство Воднодетелинови (Menyanthaceae)
            - Семейство Pentaphragmataceae
            - Семейство Phellinaceae
            - Семейство Rousseaceae
            - Семейство Stylidiaceae

          - Разред Лугачкоцветни (Dipsacales)
            - Семейство Мешковицови (Adoxaceae)
            - Семейство Бъзови (Caprifoliaceae)
            - Семейство Diervillaceae
            - Семейство Лугачкови (Dipsacaceae)
            - Семейство Моринови (Morinaceae)
            - Семейство Дилянкови (Valerianaceae)